# Kolonia (Niemcy)

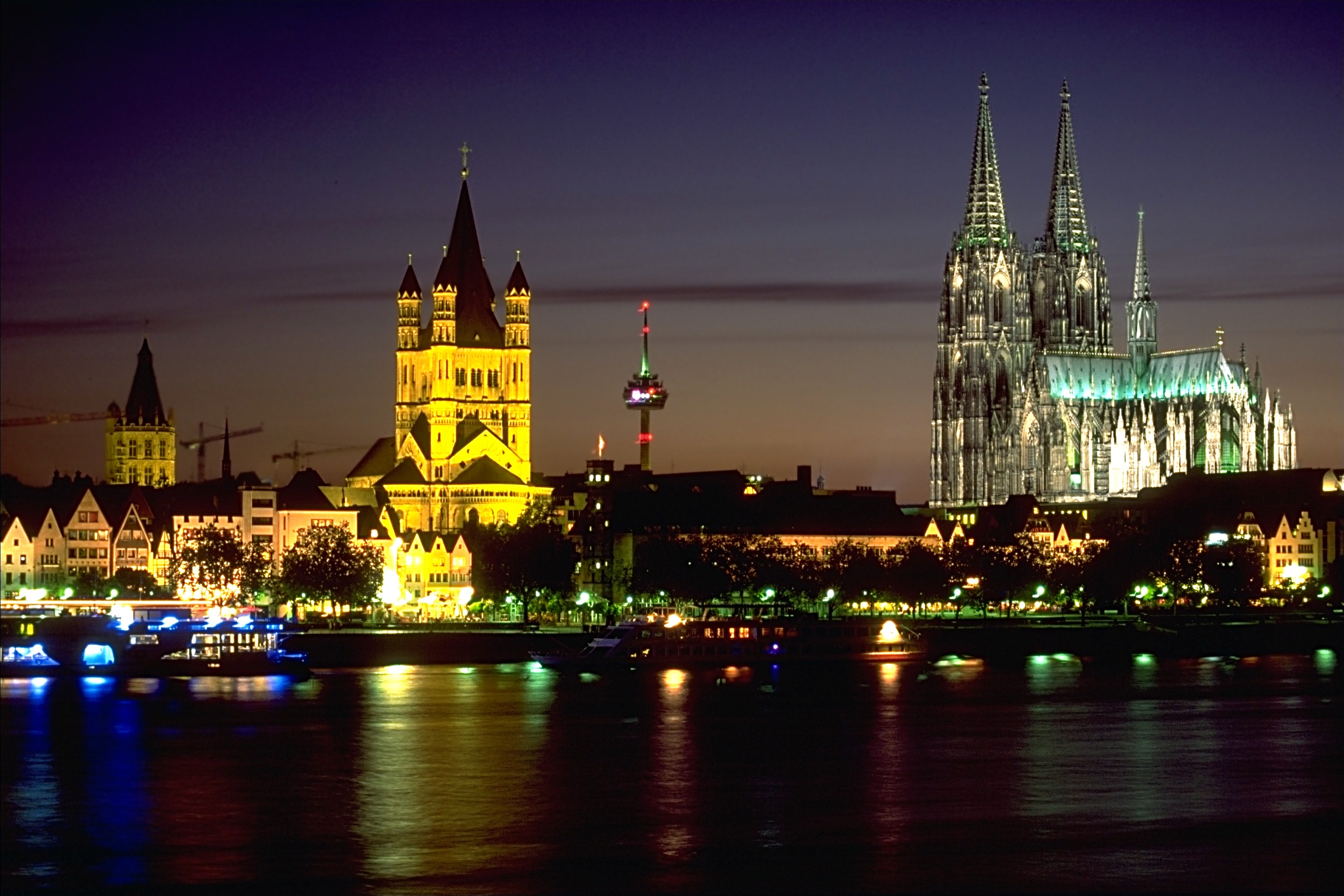
Kolonia nocą. Widoczne wieże ratusza, kościoła św. Marcina i katedry

Kolonia (niem. Köln, MAF: /kœln/, posłuchajⓘ; 1900–1919 Cöln; łac. za Rzymian najpierw: Oppidum Ubiorum, potem CCAA, czyli Colonia Claudia Ara Agrippinensium, w średniowieczu: Coellen, kol. Kölle; fr. Cologne) – miasto na prawach powiatu w zachodnich Niemczech, w kraju związkowym Nadrenia Północna-Westfalia, stolica rejencji Kolonia. Pod koniec 2019 roku, z liczbą mieszkańców wynoszącą niecałe 1,1 mln, Kolonia zajmowała czwarte miejsce w Niemczech pod względem liczby ludności. Jeden z najważniejszych historycznych ośrodków kultu religijnego w Europie. Leży nad rzeką Ren. Wizytówką miasta i historyczną dominantą jest gotycka katedra (Kölner Dom), siedziba arcybiskupstwa kolońskiego. Uniwersytet w Kolonii (Universität zu Köln) jest jedną z najstarszych wszechnic w Niemczech, w której kształci się ok. 44 tys. studentów. Kolonia jest najważniejszym gospodarczym, kulturalnym i historycznym miastem Nadrenii. Położona jest na wysokości od 38 do 118 m n.p.m.

## Położenie
Położona nad Renem Kolonia ma powierzchnię 405,17 km² (230,27 km² część lewobrzeżna, 174,90 km² część prawobrzeżna) i jest piątą co do wielkości obszaru gminą i czwartym pod względem liczby ludności miastem w Niemczech (po Berlinie, Hamburgu i Monachium).
Najwyższy punkt w mieście znajduje się na wysokości 118,04 m n.p.m. (Monte Troodelöh w obszarze chronionym Königsforst, przy granicy z miastem Bergisch Gladbach), najniższy zaś 37,5 m n.p.m. (dzielnica Worringen).
Miasto sąsiaduje z następującymi miejscowościami: od północy z Leverkusen, od wschodu z Bergisch Gladbach i Rösrath (Rheinisch-Bergischer Kreis), od południa z Troisdorf i Niederkassel (powiat Rhein-Sieg), Wesseling (w latach 1975–1976 należało do Kolonii), od zachodu z Brühl, Hürth, Frechen i Pulheim (które należą do powiatu Rhein-Erft), Dormagen (Rhein-Kreis Neuss) oraz Monheim am Rhein (powiat Mettmann).

## Historia

Rekonstrukcja miasta z czasów rzymskich

### Cesarstwo Rzymskie
Kolonia jest najstarszym z dużych miast niemieckich. Została założona przez cesarzową Agrypinę, żonę Klaudiusza, która urodziła się w osadzie legionowej (castra Romana) nad Renem. W roku 50 n.e. nadała tej osadzie nazwę Colonia Claudia Ara Agrippinensium (według innych źródeł Colonia Claudia Augusta Agrippina) i podniosła ją do rangi miasta. Około roku 89 miasto zostało stolicą prowincji, dzięki czemu stało się jednym z ważniejszych centrów handlowo-produkcyjnych Imperium Rzymskiego na północ od Alp. W latach 260–271 miasto było stolicą samozwańczego cesarstwa galijskiego. W 310 za panowania cesarza Konstantyna I wybudowano most na Renie. W IV wieku powstało biskupstwo. Od 462 miasto okupowali Frankowie rypuarscy.

### Państwo Franków, biskupstwo i elektorat
Wczesnośredniowieczna Kolonia leżała w granicach państwa Franków. W 785 biskupstwo podniesiono do rangi arcybiskupstwa, a w XIII wieku do rangi elektoratu Świętego Cesarstwa Rzymskiego. Od XII wieku miasto, obok Jerozolimy, Konstantynopola i Rzymu, ma w swej nazwie określenie „święta” (sancta): „Święta Kolonia z łaski bożej wierna córka Kościoła Rzymskiego”. W średniowieczu miasto kwitło – było współzałożycielem Hanzy, powstał w nim w 1388 roku pierwszy miejski uniwersytet w Niemczech. Kolonia była wtedy największym i najbogatszym miastem niemieckojęzycznym.

### Wolne miasto

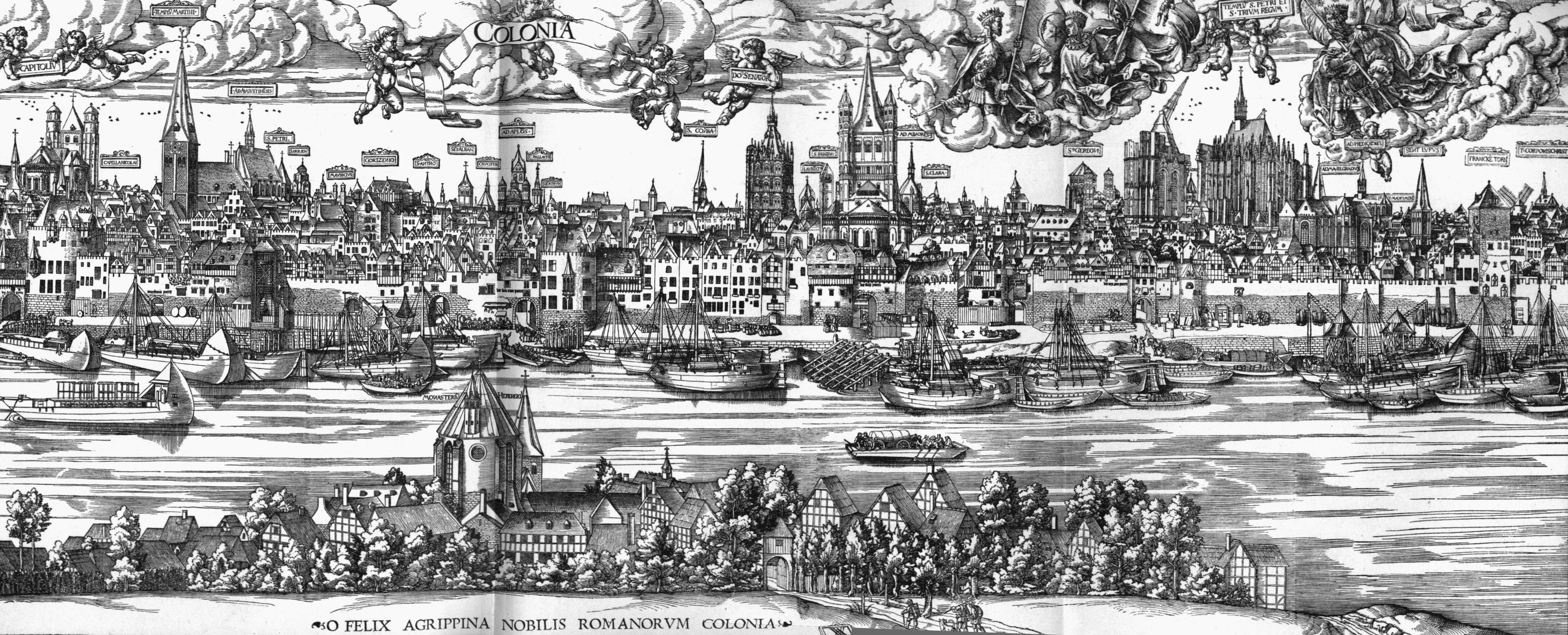
Panorama Kolonii na drzeworycie Antona Woensama z 1531 r.

Od roku 1288, po zwycięstwie nad biskupem, miastem rządzili jego mieszkańcy, ale dopiero w 1475 sytuacja ta została prawnie usankcjonowana nadaniem Kolonii statusu Wolnego Miasta Rzeszy.
Odkrycie Nowego Świata, powstanie nowych dróg handlowych i wynikające z tych zdarzeń zmiany w europejskiej gospodarce doprowadziły do gospodarczego i politycznego upadku miasta. W 1560 roku przerwano budowę katedry. W 1709 włoski perfumiarz Johann Maria Farina uruchomił pierwszą fabrykę wody kolońskiej. W XVIII wieku Wolne Miasto Kolonia graniczyło z Elektoratem Kolonii na zachodzie oraz przez rzekę Ren z Księstwem Bergu na wschodzie.

### W granicach Francji

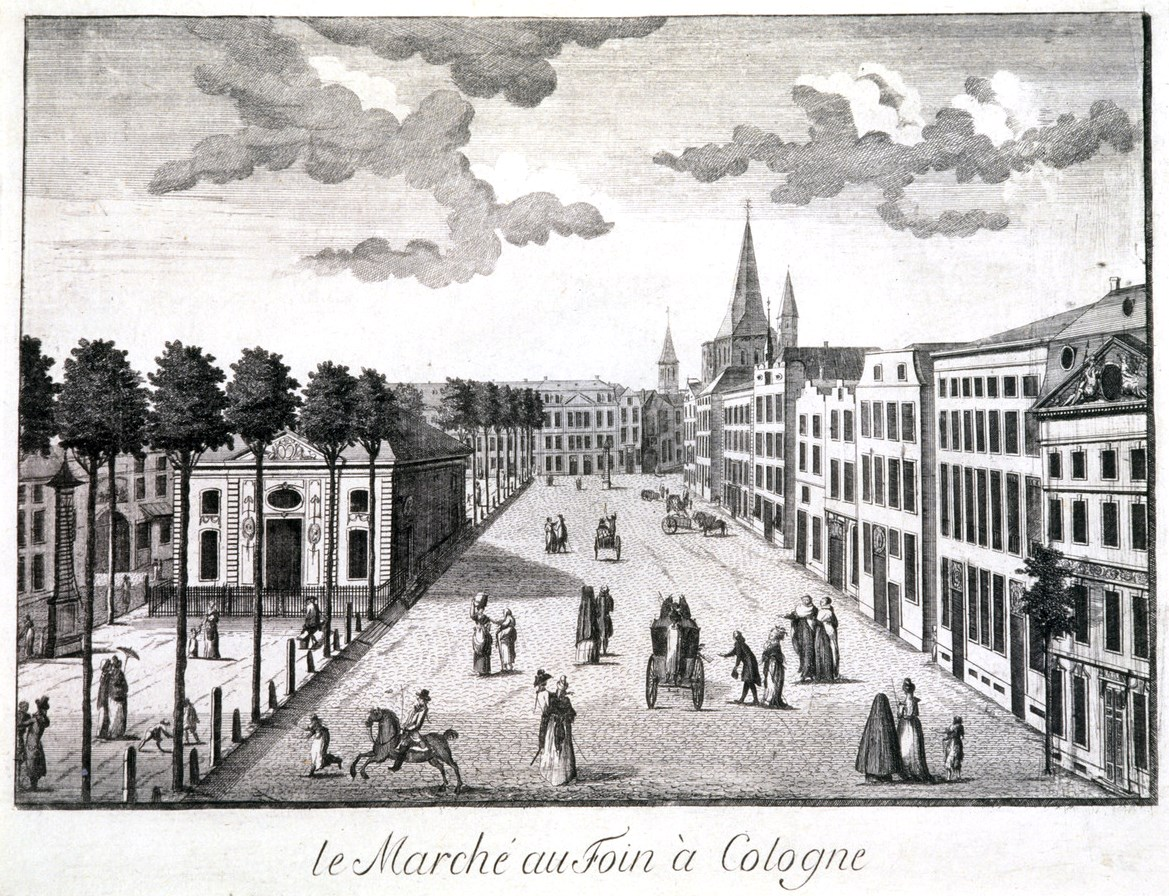
Kolonia u schyłku XVIII w.

W 1795 Kolonię zajęli Francuzi. Granica Republiki Francuskiej była oparta na Renie, tym samym Kolonia była francuskim miastem przygranicznym. W 1798 Kolonia została okręgiem w departamencie Roer. Na mocy postanowień pokoju w Lunéville w 1801 uznano przyłączenie Kolonii do Francji. Wówczas wszyscy mieszkańcy otrzymali francuskie obywatelstwo. Rok później w mieście otwarto teatr lalek Hänneschen-Theater. W 1804 roku w Kolonii gościli Napoleon Bonaparte z żoną Józefiną. Od 1814 miasto okupowali Prusacy.

### W granicach Prus i Niemiec

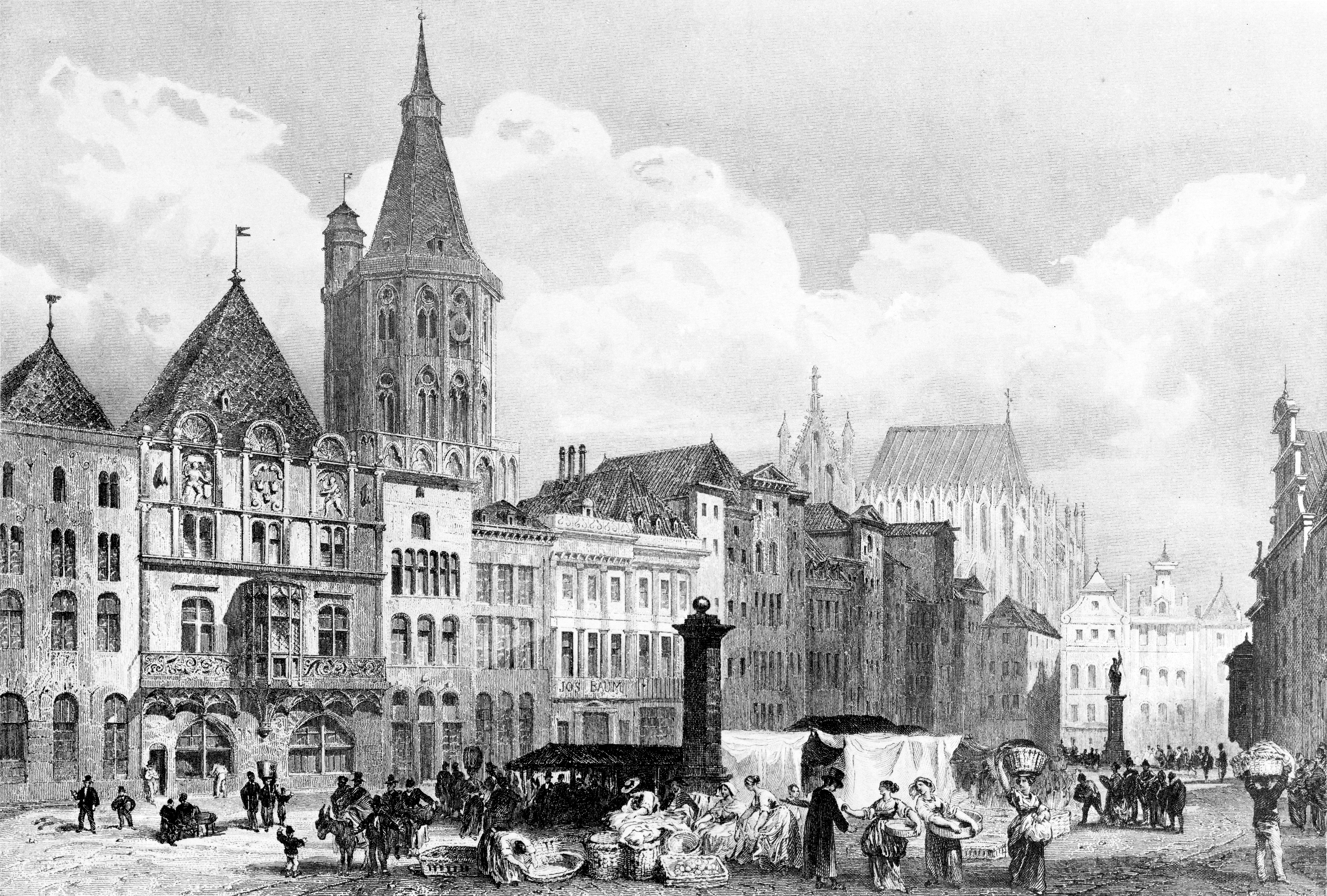
Kolonia w połowie XIX w.

W 1815 miasto przyłączono do Prus. Reformy przeprowadzone wpierw przez Francuzów a później przez władze pruskie stworzyły korzystne ramy dla rozwoju Kolonii w czasach rewolucji przemysłowej. Miasto stało się ważnym ośrodkiem transportowym (linie kolejowe, żegluga śródlądowa). Rozwija się dynamicznie przemysł (Felten & Guillaume, Stollwerck, Klöckner Humboldt Deutz AG – założycielem był Nicolaus August Otto, Helios AG). W 1871 Kolonia znalazła się w granicach zjednoczonych Niemiec. W 1880 roku po 632 latach zostaje zakończona budowa katedry. Po zburzeniu średniowiecznych murów obronnych w 1881 roku następuje dynamiczny rozwój terytorialny i ludnościowy miasta. Obecnie mieszka w Kolonii 1 057 327 osób (31 grudnia 2014), z czego 17,2%, czyli ok. 175 515 (2004) to obcokrajowcy. Kolonia jest największym po Berlinie skupiskiem ludności tureckiej poza Turcją w Europie; trzecim jest Hamburg.

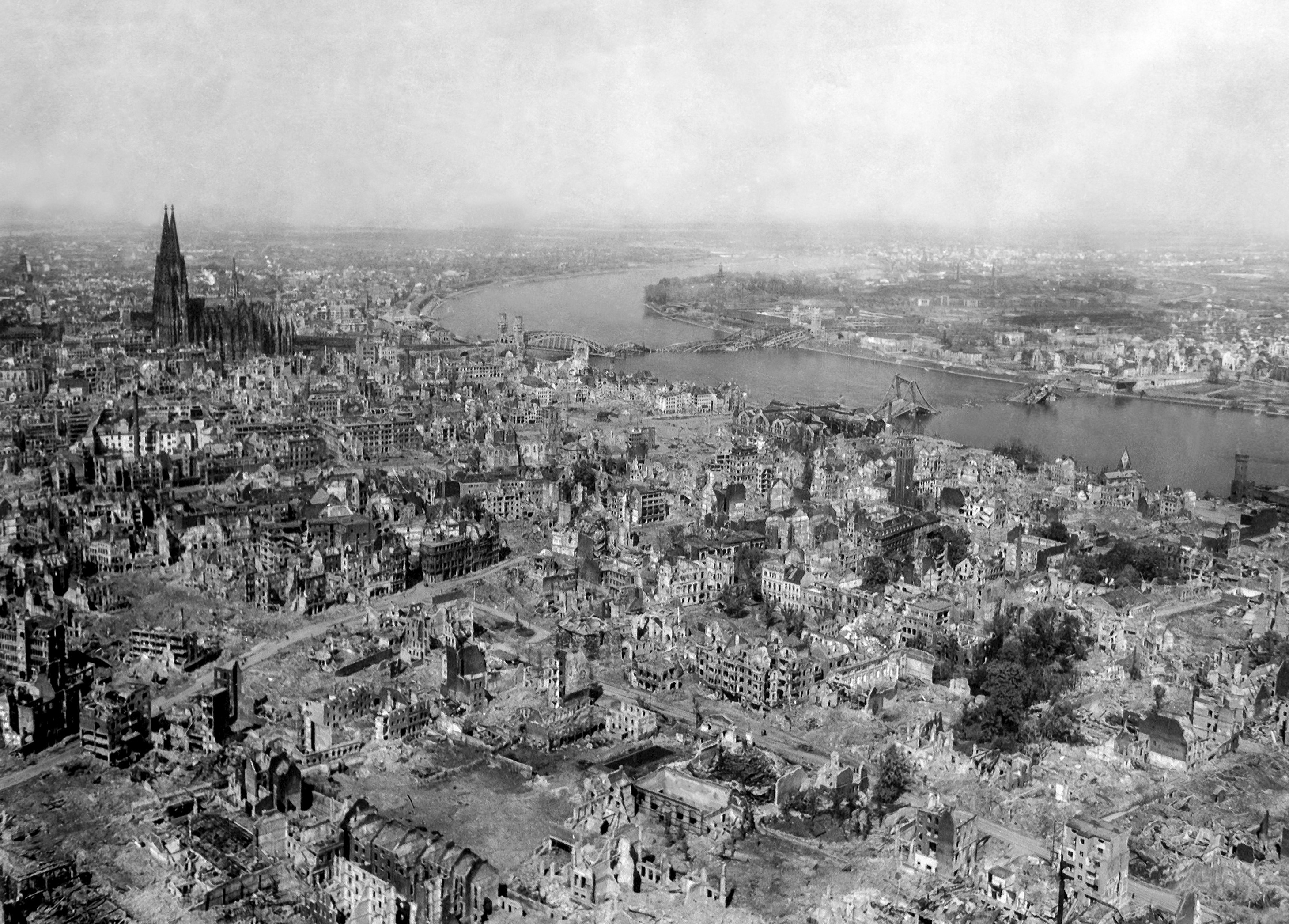
Kolonia, 24 kwietnia 1945

Kolonia jest względnie nieodległa od Wielkiej Brytanii. Siłą rzeczy w czasie II wojny światowej miasto było silnie bombardowane przez lotnictwo alianckie. Obliczono, że miasto zostało zbombardowane 262 razy. W wyniku bombardowań zginęło 20 tys. osób, a centrum miasta zostało zniszczone. Do najsłynniejszego nalotu doszło 31 maja 1942. W operacji pod kryptonimem „Millenium” wzięło udział 1046 bombowców RAF, które zrzuciły 1455 ton materiałów wybuchowych. Nalot trwał 75 minut, w czasie których zniszczono ok. 300 ha miasta, zginęło 486 osób.
Po zakończeniu działań wojennych rozpoczęto odbudowę miasta. Trwała ona aż do lat 90. XX wieku. Ludność miasta także rosła. Już pod koniec 1945 wyniosła 500 tys., by w 1959 osiągnąć liczbę powyżej 770 tys., czyli tyle, ile wynosiła w 1939.
Po wojnie stolicą kraju związkowego Nadrenia Północna-Westfalia został Düsseldorf, a stolicą RFN wybrano Bonn, mimo że to Kolonia była i jest największym miastem tego kraju związkowego.
Od 2002 miasto jest siedzibą Agencji Unii Europejskiej ds. Bezpieczeństwa Lotniczego (EASA).
W sierpniu 2005 Kolonia gościła Światowe Dni Młodzieży i była miejscem pielgrzymki Benedykta XVI.

## Demografia
Licząca 1 087 863 mieszkańców (w dniu 31 grudnia 2019 r.) Kolonia jest czwartym miastem w Niemczech pod względem liczby mieszkańców (po Berlinie, Hamburgu i Monachium). Miasto to w ostatnich latach zanotowało gwałtowny wzrost liczby ludności (w grudniu 2006 miasto liczyło 989 766 mieszkańców). Kolonia to największe miasto konurbacji liczącej około 2 miliony mieszkańców, w której skład wchodzą także sąsiednie miasta: Bonn, Hürth, Leverkusen i Bergisch Gladbach.
Według lokalnych danych statystycznych, w grudniu 2006 gęstość zaludnienia w mieście wynosiła 2528 osób na kilometr kwadratowy. 31,4% mieszkańców to obywatele pochodzący z innych miejscowości, a 17,2% obywateli nie posiada pochodzenia niemieckiego. Największą grupę imigrantów reprezentują Turcy (6,3%). We wrześniu 2007 zanotowano 120 000 muzułmanów zamieszkujących w tym mieście, w większości pochodzenia tureckiego.

## Podział administracyjny
Kolonia składa się z dziewięciu dzielnic (Stadtbezirk), w skład których wchodzi 86 części miasta (Stadtteil).

## Zabytki

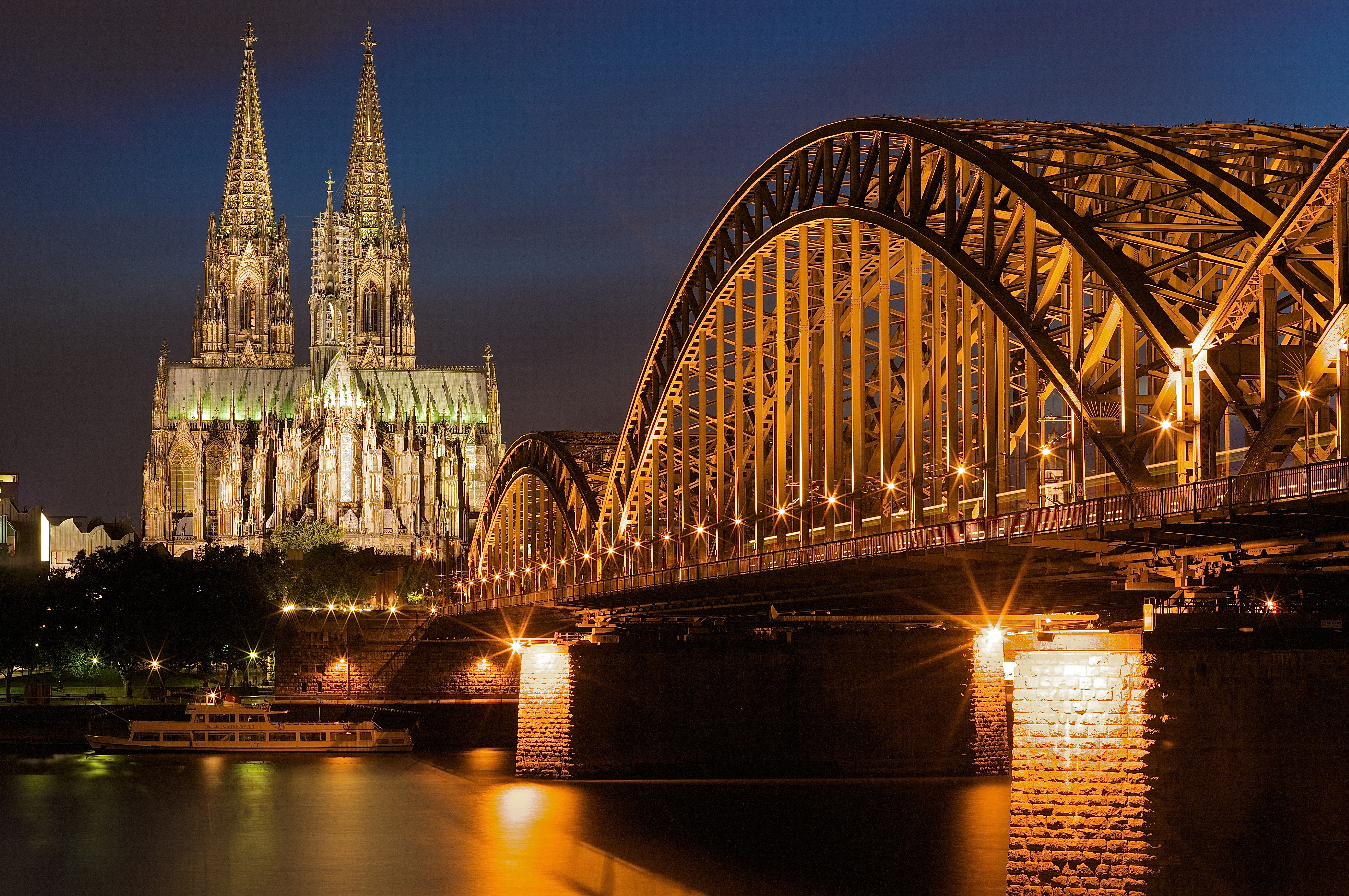
Most Hohenzollernów o długości 689 m, w głębi katedra

- Katedra Świętego Piotra i Najświętszej Marii Panny (St. Peter und Maria) z 1248–1880 (na liście światowego dziedzictwa UNESCO) jedna z największych świątyń gotyckich ze zbudowanymi w XIX wieku wieżami o wysokości 157 metrów i szczególnie cennym średniowiecznym prezbiterium. Wewnątrz znajdują się cenne zbiory sztuki średniowiecznej m.in. relikwiarz Trzech Króli, Madonna Mediolańska, Krucyfiks Gerona, Ołtarz Trzech Króli dzieło Stephana Lochnera. Tutaj też spoczęły prochy królowej Polski Rychezy.

- zespół kościołów romańskich:

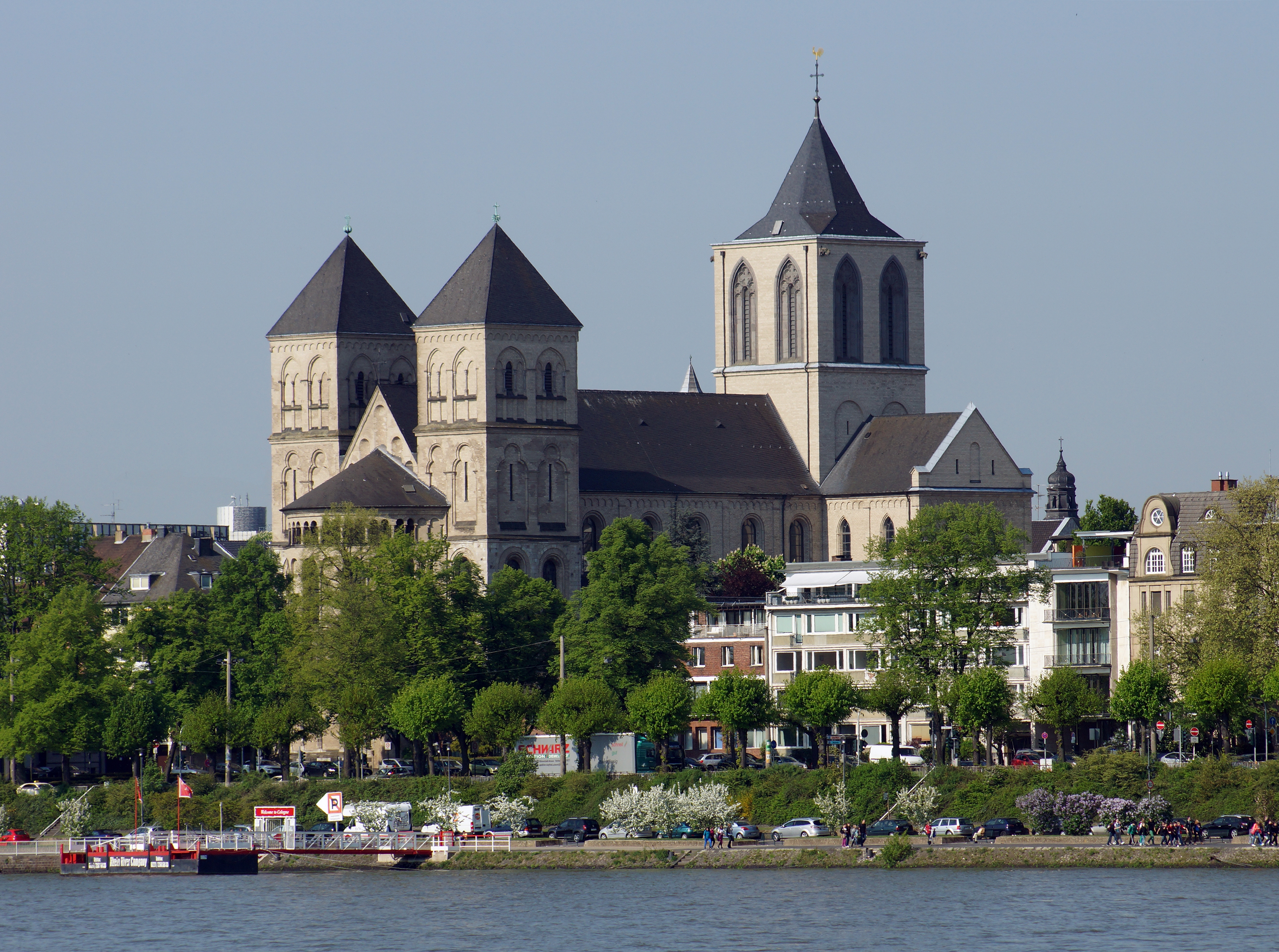
Kościół św. Kuniberta

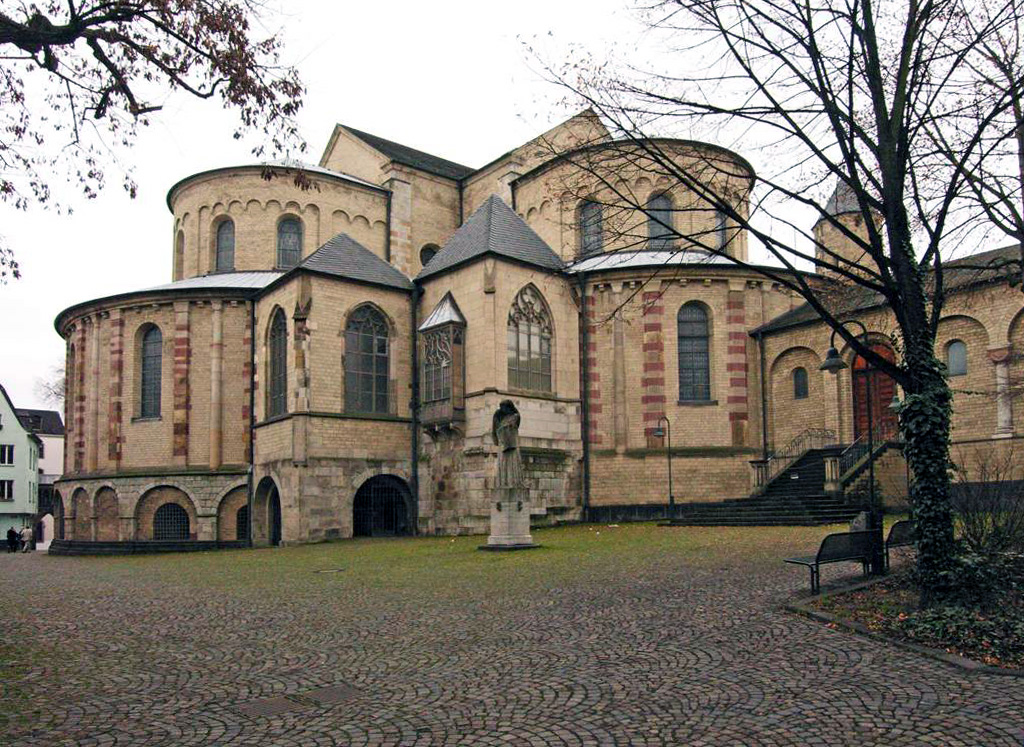
Kościół Najświętszej Marii Panny na Kapitolu

  - Świętej Urszuli (St. Ursula) – z gotyckim prezbiterium i miejscem pochówku patronki kościoła. W skład kościoła wchodzi także Złota Komnata, w której znajdują się liczne relikwiarze Jedenastu Tysięcy Dziewic m.in. hermowe z XIV–XVI w.;
  - Świętego Andrzeja (St. Andreas) – z licznymi gotyckimi rzeźbami m.in. figurą św. Krzysztofa ok. 1490
  - Świętego Kuniberta (St. Kunibert) – z zespołem romańskich witraży (ok. 1226), oraz malowideł ściennych przedstawiających m.in. Ukrzyżowanie;
  - Świętego Seweryna (St. Severin) – zawiera wewnątrz m.in. bizantyński medalion z XI w. z wizerunkiem św. Seweryna, gotyckie stalle, rzeźby m.in. figura Madonny z Dzieciątkiem z 1280;
  - Świętego Pantaleona (St. Pantaleon) – wewnątrz gotycka przegroda chórowa, romańska kamienna głowa Chrystusa, nagrobek cesarzowej Teofano, żony Ottona II;
  - Najświętszej Panny Marii na Kapitolu (St. Maria im Kapitol) – romański z licznymi dziełami sztuki m.in. drewniane drzwi romańskie, nagrobek Plektrudisy z 1180 r., kamienna figura Madonny z Dzieciątkiem z 1200, gotycki krucyfiks mistyczny z ok. 1305 r.;
  - Najświętszej Marii Panny na Lyskirchen (St. Maria in Lyskirchen) – wewnątrz zachował się niemal kompletny cykl malowideł z ok. 1250; ponadto tzw. Madonna Żeglarzy z XIV w.
  - Świętego Marcina (Groß St. Martin) – zbudowany na planie treflowym z masywną wieżą wschodnią, licznymi dziełami rzeźby gotyckiej z XIV–XVI w.
  - Świętego Gereona (St. Gereon) – zbudowany na zrębie rzymskiej budowli centralnej, z oktagonalnym korpusem nawowym, cennym zespołem malowideł ściennych, cyklem gobelinów z XVI w., dziełami rzeźby m.in. tryptyk z XV w. Odbudowany po 1945 r.
  - Świętych Apostołów (St. Aposteln) – zbudowany na planie treflowym z masywną wieżą zachodnią w której wisi dzwon dedykowany Janowi Pawłowi II. Wewnątrz m.in. rzeźby Czternastu Wspomożycieli z XVI w.
  - Świętej Cecylii (St. Cäcilien) – obecnie Muzeum Alexandra Schnütgena (Museum Schnütgen)
- kościoły gotyckie:
  - Opactwo Deutz
  - kościół św. Piotra (St. Peter)
  - kościół Franciszkanów (Minoritenkirche)
  - kościół Antonianów (Antoniterkirche)
  - kościół Kartuzów (Kartäuserkirche)

- inne zabytkowe świątynie:
  - barokowy kościół Jezuitów

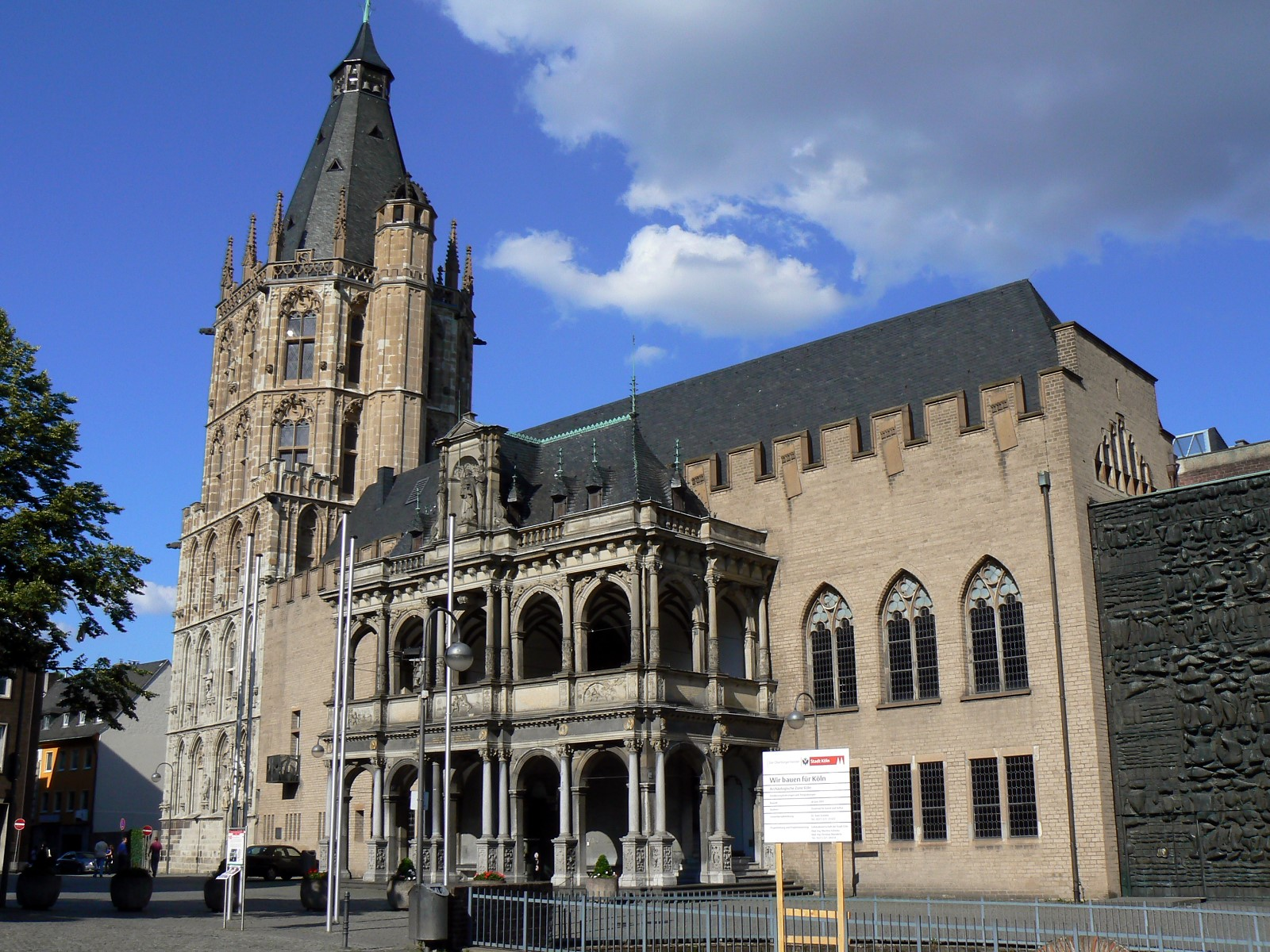
Ratusz w Kolonii

  - neogotycki kościół Świętego Maurycego (St Mauritius)
  - neogotycki kościół Świętej Agnieszki (St. Agnes)
  - neogotycki kościół Najświętszego Serca Jezusowego (Herz-Jesu-Kirche)
  - neogotycka synagoga
- zabytki świeckie:
  - gotycko-renesansowy ratusz (XV–XVI w.)
  - gotycki dom tańca Gürzenich
  - fragmenty obwarowań miejskich z gotyckimi bramami: Severinstor, Hahnentor i Ulrepforte.

### Muzea

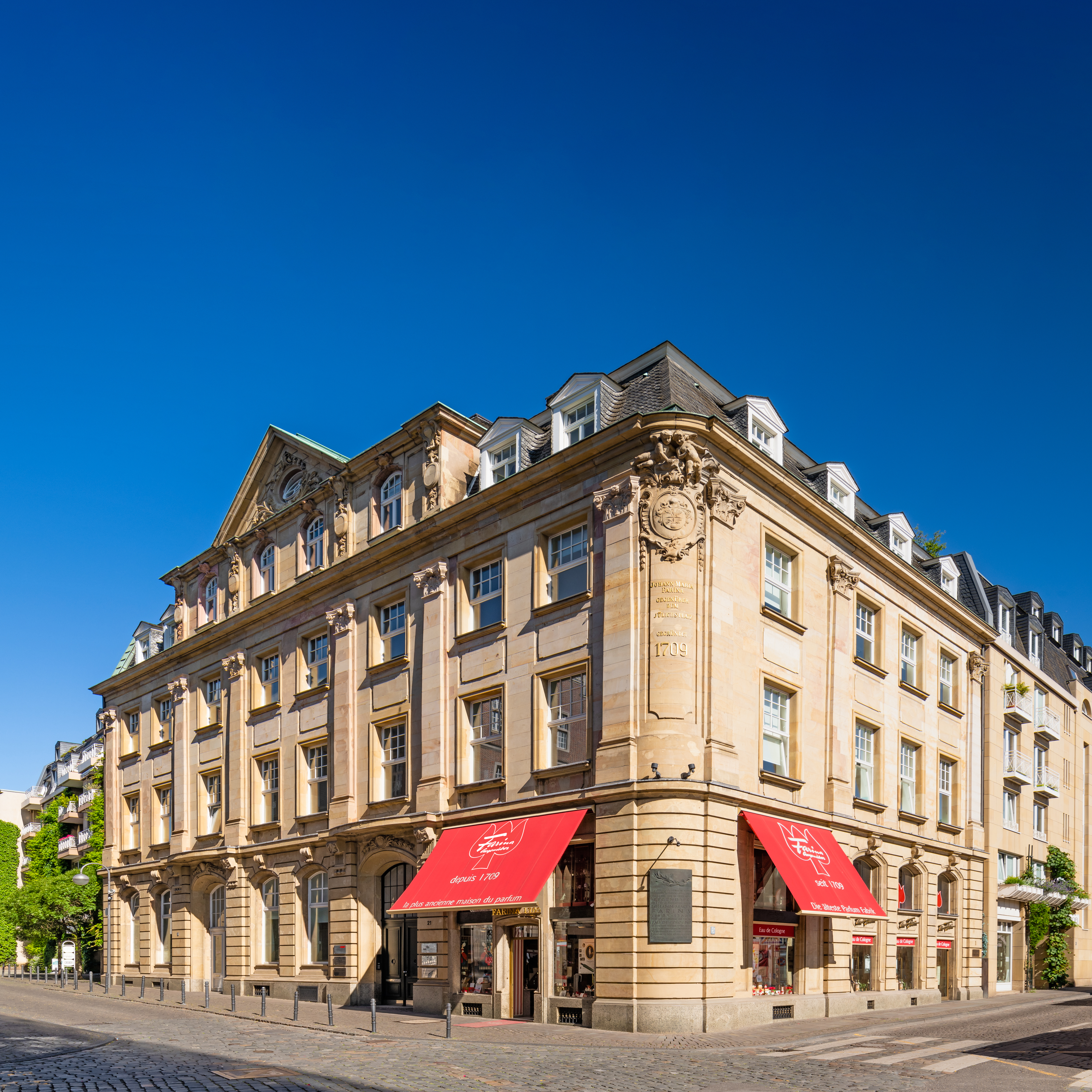
Dom-Muzeum perfumiarza – Johanna Marii Farina. To tu istnieje od 1709 roku, najstarsza na świecie fabryka perfum. Miejsce narodzin wody kolońskiej (Eau de Cologne)

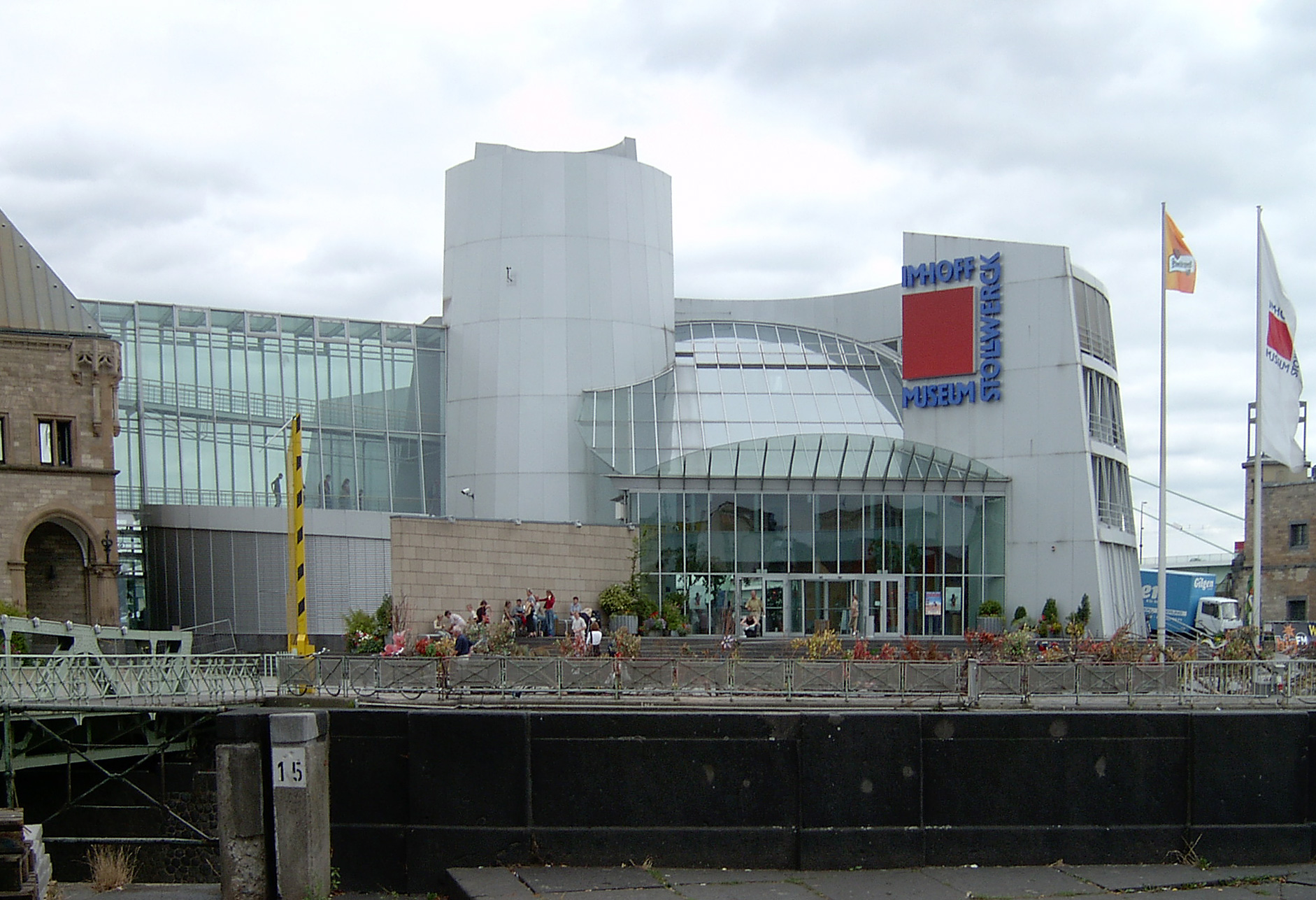
Muzeum Czekolady (Schokoladenmuseum)

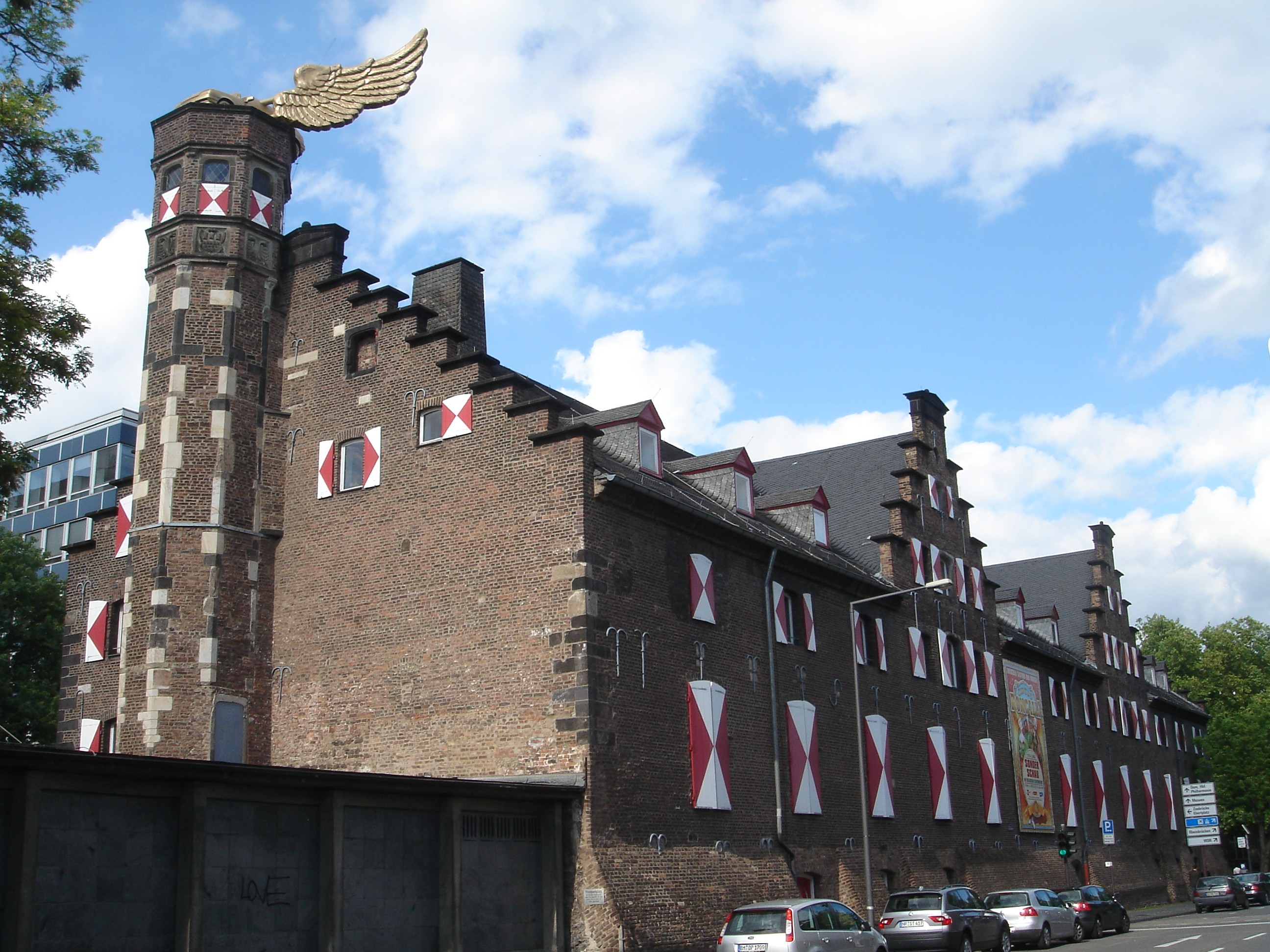
Kolońskie Muzeum Miejskie

- Wallraf-Richartz-Museum z bogatą kolekcją dawnego malarstwa kolońskiego m.in. dziełami Stephana Lochnera, Mistrza Życia Marii, ponadto zbiór malarstwa europejskiego z XV-XIX w.
- Museum Schnütgen – Średniowieczna sztuka sakralna, dzieła rzeźby, złotnictwa, plastyki z kości słoniowej, malarstwa witrażowego z IX-XVI w.
- Museum Ludwig – cenna kolekcja sztuki współczesnej
- Agfa Foto-Historama(inne języki) (fotografia historyczna)
- Kolońskie Muzeum Miasta (Kölnisches Stadtmusum)
- Imhoff-Schokoladenmuseum
- Muzeum Diecezjalne (Kolumba)
- Muzeum Karnawału (Kölner Karnevalsmuseum(inne języki))
- Muzeum Käthe-Kollwitz (Käthe Kollwitz Museum Köln(inne języki))
- Muzeum Rzymsko-Germańskie (Römisch-Germanisches Museum(inne języki))
- Muzeum Sztuki Użytkowej (Museum für Angewandte Kunst Köln(inne języki))
- Muzeum Sztuki Wschodnioazjatyckiej (Museum für Ostasiatische Kunst)
- Muzeum Perfum w Domu Farina (Duftmuseum im Farina-Haus)
- Niemieckie Muzeum Sportu i Olimpiady (Deutsches Sport & Olympia Museum(inne języki))
- skarbiec katedralny (Domschatzkammer Köln(inne języki))

## Inne atrakcje miasta
- karnawał – „piąta pora roku” (Fünfte Jahreszeit) – rozpoczyna się co roku 11 listopada o godzinie 11:11
- rozbudowane zoo i akwarium
- Koelnmesse(inne języki) – kompleks hal wystawowych oraz wielkie magazyny, w których odbywają się targi z całego świata
- kolejka linowa nad Renem (Kölner Seilbahn(inne języki))
- Lanxess Arena – największa hala sportowa, miejsce międzynarodowych rozgrywek
- największa liczba browarów w jednym mieście na świecie – 24 – produkują one piwo Kölsch
- coroczna wakacyjna impreza Kölner Lichter(inne języki). W czasie jej trwania mieszkańcy Kolonii spotykają się nad brzegiem Renu, by wieczorem zobaczyć specjalny pokaz sztucznych ogni, trwający zazwyczaj ok. 45 min.

## Gospodarka
Kolonia to wielki ośrodek przemysłowy (silniki, samochody Ford, wagony kolejowe, włókna sztuczne, kosmetyki, leki, kable, piwo, odzież), handlowy (międzynarodowe targi żywności, mebli) i finansowy (giełda, banki). Jest to też duży węzeł transportowy (port lotniczy Kolonia/Bonn) i port rzeczny.

## Transport

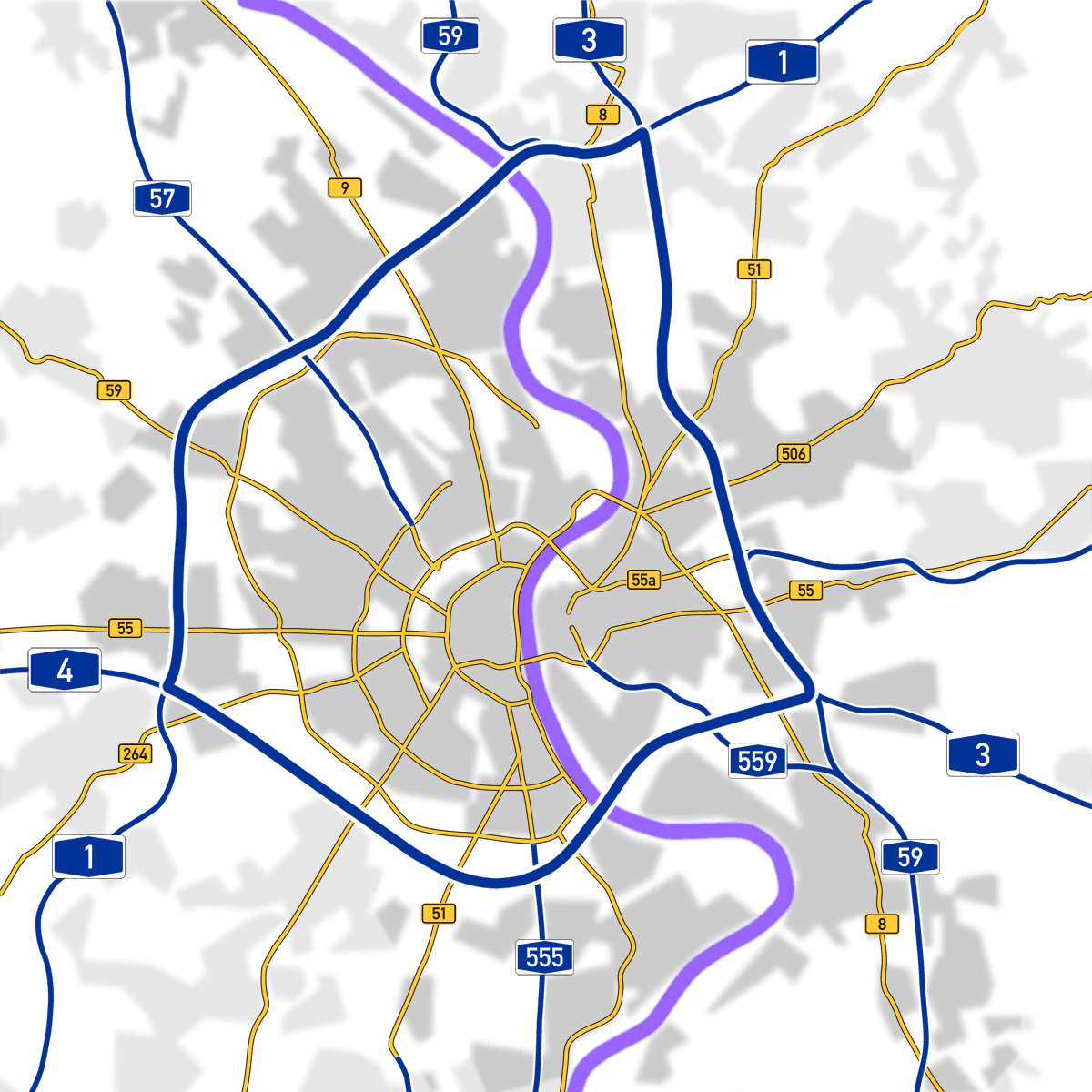
Sieć dróg tranzytowych w Kolonii (kolor niebieski – autostrady, kolor żółty – drogi krajowe)

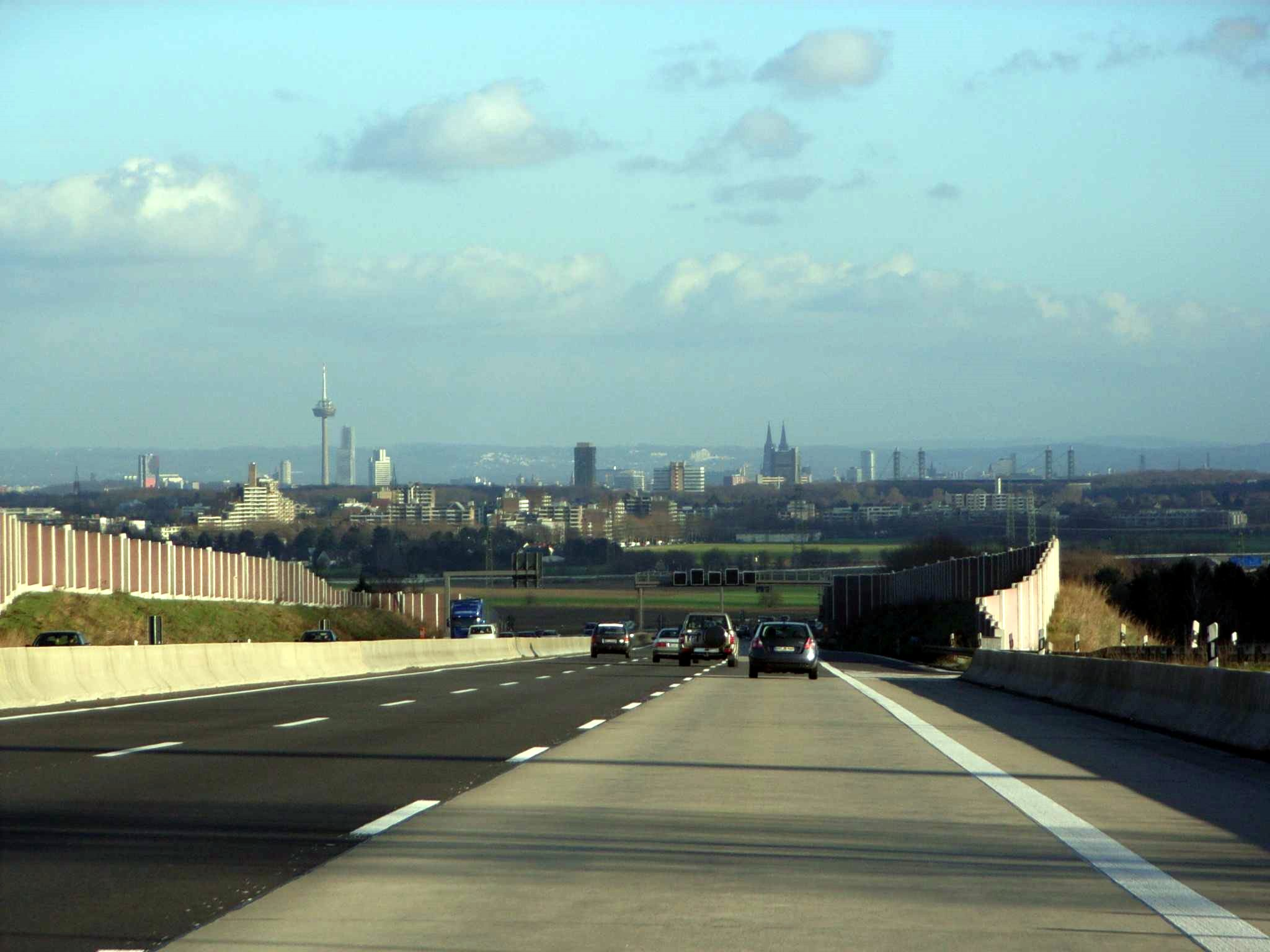
Widok na miasto z autostrady A4

### Transport drogowy
W latach 20. XX stulecia powstała w Kolonii nowoczesna tranzytowa sieć drogowa. Pierwsza bezkolizyjna trasa powstała w 1929 łącząc miasto z Bonn. Obecnie jest to autostrada A555. W 1965 Kolonia stała się pierwszym miastem w Niemczech z pełną obwodnicą autostrady, którą tworzą obecne drogi A1, A3 oraz A4.

### Transport kolejowy
Kolonia jest ważnym węzłem kolejowym. Zatrzymują się tu obsługiwane przez Deutsche Bahn pociągi pospieszne Intercity i ICE na dworcach Köln Hauptbahnhof, Köln Messe/Deutz oraz przy lotnisku Köln/Bonn Flughafen. ICE i Thalys łączą miasto z Amsterdamem, Brukselą (w 1h47, sześć odjazdów dziennie) oraz Paryżem (w 3h14, sześć odjazdów dziennie). Ponadto pociągi ICE jeżdżą do ważniejszych miast Niemiec, m.in. do Hamburga, Frankfurtu nad Menem i Berlina.
Stadtbahn Köln obsługiwana przez Kölner Verkehrs-Betriebe AG (KVB) tworzy gęstą sieć zintegrowanych linii kolei miejskiej obejmujące także Bonn i inne miasta sąsiadujące z Kolonią. Ponadto miasto z Bonn łączy linia kolejowa Deutsche Bahn oraz linia żeglugi śródlądowej. Düsseldorf jest także połączony linią S-Bahn obsługiwaną przez Deutsche Bahn.

### Transport lotniczy
W południowo-wschodniej części miasta w dzielnicy Porz znajduje się Międzynarodowy Port Lotniczy im. Konrada Adenauera, który był prezydentem miasta w latach 1917–1933. Powstało na miejscu dawnego lotniska wojskowego z 1913 r. Obecne lotnisko cywilne powstało w 1951, wielokrotnie rozbudowywane, posiada dwa terminale obsługujące połączenia lotnicze do większości miast europejskich (m.in. z Gdańskiem, Katowicami, Krakowem i Warszawą) oraz do Azji i Afryki.

## Sport

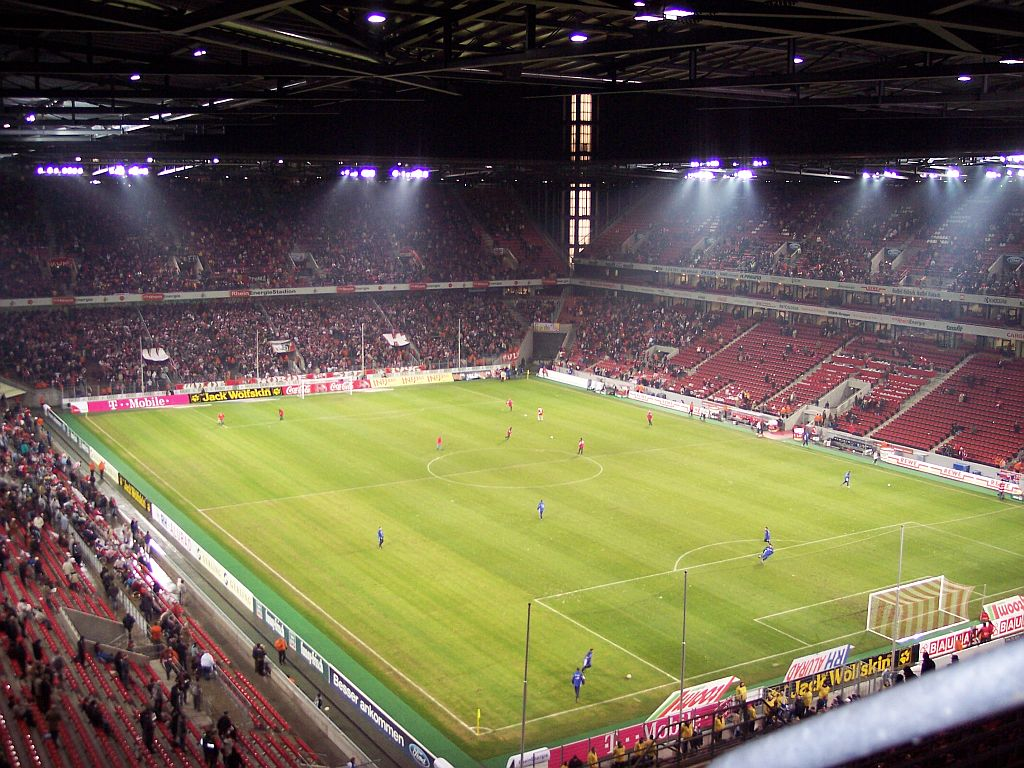
Müngersdorfer Stadion (obecnie RheinEnergieStadion)

Sportową wizytówką miasta jest Müngersdorfer Stadion znany obecnie jako RheinEnergieStadion – liczący ponad 50 tys. miejsc obiekt, na którym swoje mecze rozgrywa piłkarska drużyna 1. FC Köln, obecnie występująca w Bundeslidze oraz drużyna futbolu amerykańskiego Cologne Centurions – reprezentant NFL Europa. Ponadto działa Fortuna Köln znana z sekcji piłki nożnej oraz piłki ręcznej oraz klub piłkarski Viktoria Kolonia. Miasto ma także swojego przedstawiciela w najwyższej niemieckiej klasie rozgrywkowej w hokeju na lodzie – w rozgrywkach DEL reprezentuje go klub Kölner Haie. Swoje mecze rozgrywa w Lanxess Arena. Oprócz tego kolońską koszykówkę reprezentuje Köln 99ers (trzykrotny zdobywca Pucharu Niemiec – 2004, 2005, 2007 – i mistrz Niemiec z 2006 roku).
Od 1997 miasto jest gospodarzem corocznego maratonu Köln-Marathon.
Wielkie sportowe imprezy w mieście
- 2006 – mecze mistrzostw świata w piłce nożnej.
- 2007 – mecze mistrzostw świata w piłce ręcznej.
- 2008 – World Cyber Games, czyli Światowe Igrzyska Cybernetyczne nazywane również Cyber Olimpiadą.
- 2009 – do dziś – GamesCom – Ważna Impreza E-Sportowa
- 2010 – mistrzostwa świata w hokeju na lodzie.
- 2010 – Gay Games 2010.

## Polska i Polacy

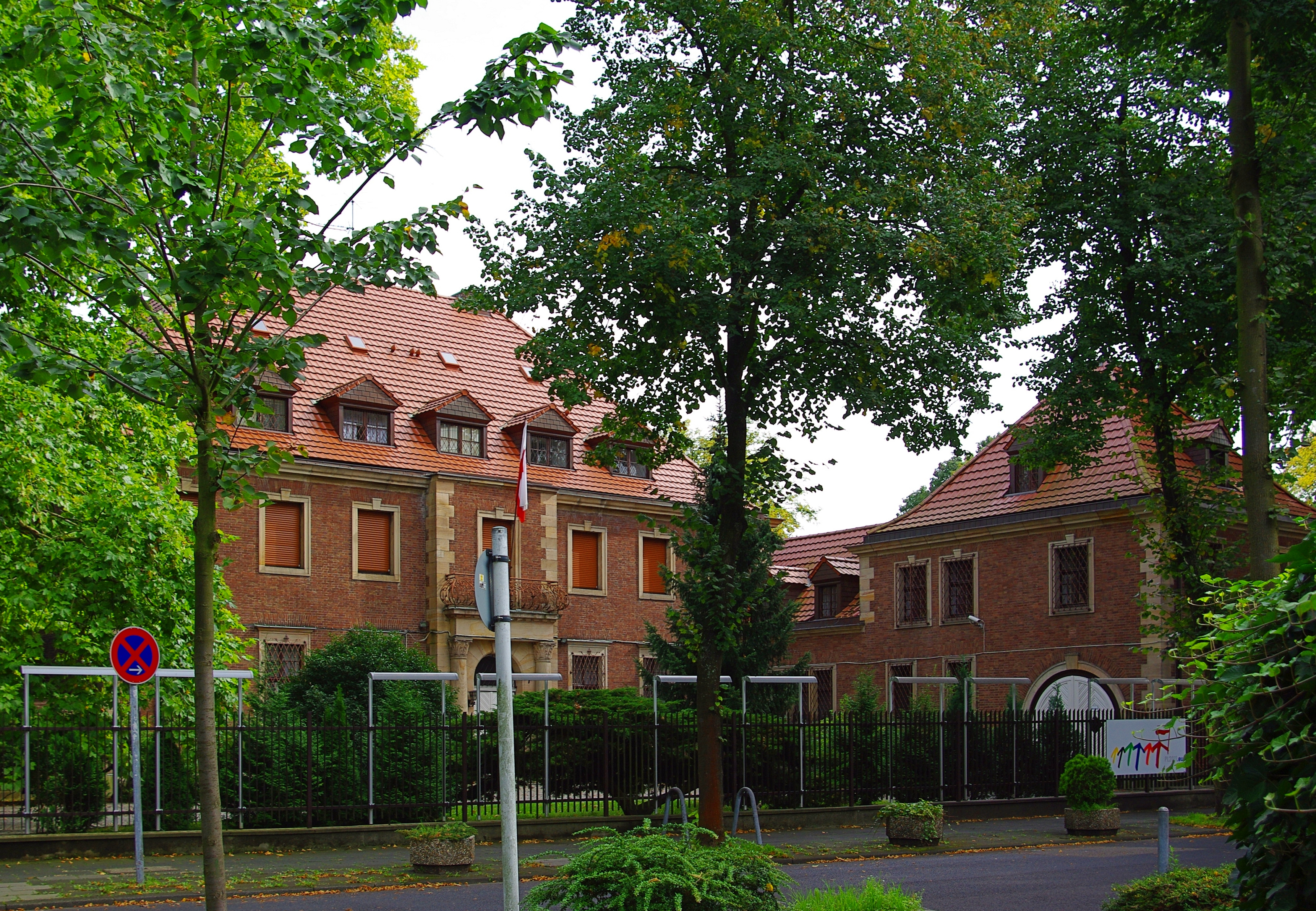
Była siedziba Konsulatu Generalnego RP

- Katedra w Kolonii jest miejscem spoczynku królowej Polski Rychezy, żony Mieszka II.
- W Kolonii mieści się obecnie Konsulat Generalny RP.
- Kościół św. Gereona (St. Gereon) odbudowali po zniszczeniach wojennych polscy restauratorzy.
- W mieście aktywnych zawodowo jest wielu Polaków, m.in.
  - Krzysztof Meyer – kompozytor, profesor Hochschule für Musik
  - Zbigniew Rybczyński – reżyser, profesor Kunsthochschule für Medien

## Współpraca
Miejscowości partnerskie:

- Barcelona, Hiszpania
- Benfleet, Wielka Brytania
- Betlejem, Palestyna
- Brive-la-Gaillarde, Francja
- Corinto, Nikaragua
- Cork, Irlandia
- Diepenbeek, Belgia
- Dunstable, Wielka Brytania
- El Realejo, Nikaragua
- Esch-sur-Alzette, Luksemburg
- Eygelshoven(inne języki), Holandia
- Hazebrouck, Francja
- Igny, Francja
- Indianapolis, Stany Zjednoczone
- Katowice, Polska
- Kioto, Japonia
- Kluż-Napoka, Rumunia
- Liège, Belgia
- Lille, Francja
- Liverpool, Wielka Brytania
- Neukölln, Berlin
- Pekin, Chiny
- Rio de Janeiro, Brazylia
- Rotterdam, Holandia
- Saloniki, Grecja
- Stambuł, Turcja
- Tel Awiw, Izrael
- Treptow-Köpenick, Berlin
- Tunis, Tunezja
- Turku, Finlandia
- Turyn, Włochy
- Wołgograd, Rosja